# Jules Matton
Jules Matton (Harelbeke, 12 maggio 1897 – Courtrai, 21 ottobre 1973) è stato un ciclista su strada belga.
Fu professionista dal 1920 al 1932. 

## Carriera
Ottenne i suoi risultati migliori alla Liegi-Bastogne-Liegi, dove si classificò 4 volte tra i primi 10.

## Palmarès
- 1924

Coppa Sels
- 1925

Giro di Anglons
- 1929

Giro di Kuurne

## Piazzamenti

### Grand Giri
- Tour de France

1922: 25
1925: 21
1926: ritirato
1928: ritirato

### Classiche monumento
- Giro delle Fiandre

1928: 22º
- Parigi-Roubaix

1926: 17°
- Liegi-Bastogne-Liegi

1921: 7º
1922: 4º
1923: 5°
1924: 3°